# Xyccarph wellingtoni
Xyccarph wellingtoni är en spindelart som beskrevs av Hubert Höfer och Antonio D. Brescovit 1996. Xyccarph wellingtoni ingår i släktet Xyccarph och familjen dansspindlar. Inga underarter finns listade i Catalogue of Life.